# Venus Isle
| Críticas profissionais | Críticas profissionais |
| Avaliações da crítica  | Avaliações da crítica  |
| Fonte                  | Avaliação              |
| ---------------------- | ---------------------- |
| Allmusic               | [ 1 ]                  |
| Ultimate-guitar        | (8.8/10)               |

Capa do "Travel One Hope".

Venus Isle é o terceiro álbum solo, em ordem de lançamento, e o quarto em ordem de gravação, do guitarrista virtuoso estadunidense Eric Johnson. Foi lançado em 03 de Setembro de 1996 com o selo Capitol Records.
A princípio, o álbum se chamaria Long Path Meadow, título este que foi tirado de um poema auto-escrito nas notas de linha do álbum "Ah Via Musicom". Mais tarde, o álbum foi rebatizado para "Travel One Hope", mas ele foi alterado no último minuto pela gravadora por "ser muito oblíquo". Algumas poucas cópias do Venus Isle chegaram a ser impressos com o nome "Travel One Hope", que, de tão raros, acabaram se tornando um item de colecionador.
A canção "S.R.V.", é um tributo ao guitarrista texano Stevie Ray Vaughan, e conta com a participação de Jimmie Vaughan como guitarrista convidado. "Camel's Night Out" faz parte do pacote baixável do jogo Guitar Hero: World Tour (2008), e pode ser exportado para o Guitar Hero 5 (2009).

## Faixas do CD
Todas as músicas foram compostas por Eric Johnson, exceto onde indicado.
| N.º            | Título                       | Compositor(es)                 | Duração |  |
| 1.             | "Venus Isle"                 |                                | 5:29    |  |
| 2.             | "Battle We Have Won"         |                                | 5:59    |  |
| 3.             | "All About You"              |                                | 8:20    |  |
| 4.             | "S.R.V."                     |                                | 3:02    |  |
| 5.             | "Lonely in the Night"        | Vince Mariani                  | 6:05    |  |
| 6.             | "Manhattan"                  |                                | 4:52    |  |
| 7.             | "Camel's Night Out"          | Kyle Brock, Mark Younger-Smith | 5:16    |  |
| 8.             | "Song for Lynette"           |                                | 4:54    |  |
| 9.             | "When the Sun Meets the Sky" | Eric Johnson, Stephen Barber   | 7:54    |  |
| 10.            | "Pavilion"                   |                                | 5:02    |  |
| 11.            | "Venus Reprise"              |                                | 1:30    |  |
| Duração total: | Duração total:               | Duração total:                 | 58:23   |  |

## Créditos Musicais
- Eric Johnson - Vocais (Faixas 1–3, 5, 9), Guitarra, Guitar synthesizer, Sintetizador (faixa 2), Piano, Sitar Elétrico, Arranjo, Engenharia, Produção
- Steven Hennig - Guitarra
- Jimmie Vaughan - Guitarra em S.R.V.
- Stephen Barber - Sintetizador (faixas 1–5, 8–10), Órgão Hammond B3, Arranjos
- Kyle Brock - Baixo Elétrico (faixas 1, 2, 4, 5–7, 10), Arranjos
- Roscoe Beck - Baixo Elétrico (faixas 3, 9, 10, 11), Engenharia
- Chris Maresh - Baixo Elétrico (faixa 8)
- Tommy Taylor - Bateria (Faixas 1–7, 9–11), Percussão (Faixas 3 e 11)
- Bill Maddox - Bateria (Faixa 8), Engenharia
- James Fenner - Percussão (Faixas 2, 5, 6)
- Chris Searles - Percussão (Faixas 3, 5)
- Christopher Cross - Vocais (faixas 3 e 8)
- Amit Chatterjee – Vocais (tracks 1, 3)
- Richard Kilmer – Cordas (faixa 5)
- Bruce Williams – Cordas (faixa 5)
- Jennifer Bourianoff – Cordas (faixa 5)
- Anthony Stogner – Cordas (faixa 5)
- Scott McIntosh – Trompete

## Desempenho nas Paradas Musicais

### Álbum
| Ano  | Ranking           | Posição | Data                   |
| ---- | ----------------- | ------- | ---------------------- |
| 1996 | The Billboard 200 | #51     | 21 de Setembro de 1996 |

| Ano  | Canção   | Ranking             | Posição |
| ---- | -------- | ------------------- | ------- |
| 1996 | Pavilion | Top Mainstream Rock | #33     |

## Prêmios e Indicações
| Ano  | Música   | Prêmio        | Indicação                          | Resultado | Ref.   |
| ---- | -------- | ------------- | ---------------------------------- | --------- | ------ |
| 1997 | Pavilion | Grammy Awards | Best Rock Instrumental Performance | Indicado  | [ 9 ]  |
| 1998 | S.R.V.   | Grammy Awards | Best Rock Instrumental Performance | Indicado  | [ 10 ] |